# La guerra delle donne
La guerra delle donne (La guerre des femmes) è un romanzo dello scrittore francese Alexandre Dumas padre, scritto con la collaborazione di Auguste Maquet e apparso a puntate nel 1844 sul parigino La Patrie in forma di romanzo d'appendice. Fu pubblicato come libro a Parigi nel 1845, nelle quattro parti in cui è suddiviso.

## Trama

### Contesto storico
Francia, 1650. La guerra dei Trent’anni è conclusa, la frattura della Fronda Parlamentare sembra ricomposta, ma il tentativo del cardinale Mazzarino di rompere il fronte avversario stringendo accordi privati con alcuni dei suoi capi porta a un irrigidimento e contrapposizione degli altri nobili e segnatamente dei Condé – Conti.- Inizia così il periodo della Fronda Nobiliare: Mazzarino tenta di decapitare il fronte avversario arrestando Luigi II di Borbone Condé (il “Gran Condé), suo fratello principe di Conti e il cognato Enrico II di Orléans – Longueville. La mossa però porta alla nascita di un partito dei Principi, con alla testa le donne della famiglia (la madre del Gran Condé, la sorella e moglie di Enrico Mme di Longueville, e soprattutto la moglie Claire-Clémence de Maillé principessa di Condé): esse si pongono in opposizione frontale al partito del re, e quindi a Mazzarino e alla regina Anna, reggente per la minore età del piccolo Luigi, dando così ragione del titolo del romanzo.

### Intreccio
In questo bollente clima politico si inseriscono le vicende amorose e avventurose del giovane barone di Canolles. Questi è il fortunato amante della bellissima Nanon de Lartigues, la quale però è anche l'amante del duca di ‘Epernon, pilastro del partito realista: grazie ad un intrigo ordito da Cauvignac, fratellastro della donna, Canolles si reca ad un convegno galante con Nanon nella casa donatale dal duca in un paesino del Bordolese, ma il geloso ‘Epernon ne viene avvisato, si reca sul luogo e prepara un drappello di sicari che attende il giovane presso la casa. Canolles arriva ad una locanda vicina alla casa di Nanon, dove viene chiamato da un giovane gentiluomo bello e timido che, avendo visto dalla finestra l'appostamento dei sicari, rivela tutto a Canolles salvandogli la vita. Così Canolles non va da Nanon, dove invece si reca Cauvignac per scroccare del denaro alla sorella. Qui c’è ‘Epernon che lo scambia per Canolles, e Nanon, per sviare i sospetti, dichiara che è effettivamente Canolles ma è anche suo fratello: questo equivoco si rivelerà in seguito fatale. ‘Epernon, tranquillizzato, su istigazione di Nanon dà a Cauvignac l'incarico di portare a Corte un messaggio di grande importanza: ovviamente Nanon ordina al fratello di consegnare l'ordine al vero Canolles.
Questi nel frattempo cerca di stringere amicizia col giovane gentiluomo, che appare però stranamente riottoso. La scoperta casuale di un guanto dal profumo femminile ingenera nel barone il primo dubbio sul vero sesso del gentiluomo, che parte senza salutarlo e, col solo seguito del vecchio servitore Pompée, si avvia verso Chantilly, dove si sono stabilite le principesse Condé-Conti. Canolles ormai quasi convinto che il gentiluomo sia una bellissima donna, si mette sui suoi passi, lo incontra e lo convince a non viaggiare da solo, ma ad accettare la sua scorta. I due proseguono insieme e Canolles, ormai certo, è già preso d’amore. Ma dopo due giorni Canolles viene raggiunto da Cauvignac che gli consegna l'ordine di recare il messaggio alla regina, e Canolles, che non può certo sottrarsi, va a Parigi.
A Chantilly la principessa di Condé attende la sua emissaria, la bellissima Claire viscontessa de Cambes, che altri non è se non il giovane gentiluomo. Claire arriva e porta alla principessa il sì dei bordolesi ad accoglierla e a sfidare il sovrano. A questo punto la Condé, col suo consigliere Lenet, stabilisce la partenza per Bordeaux per la sera stessa. Ma nel bel mezzo dei preparativi arriva un emissario della regina che ha l'incarico di sorvegliare che le principesse non lascino la loro gabbia dorata: è Canolles, che dopo aver consegnato il messaggio alla regina, essendo ritenuto uomo di fiducia del duca d’Epernon ha ricevuto questo delicato incarico. Claire, pur ella turbata dal bel barone, consiglia alla principessa un piano: sarà lei, Claire, a ricevere l'emissario realista e a diventare l'oggetto della sua sorveglianza, nel mentre che la principessa, con Lenet e un minimo corpo di guardia, fuggirà a Bordeaux. L'audace piano viene messo in atto ma prima della fuga Canolles chiederà di essere ricevuto ancora dalla finta principessa e le confesserà di aver riconosciuto in lei il giovane gentiluomo, e di aver capito il piano di fuga: sa che dovrebbe richiamare I soldati realisti e far fallire la macchinazione, ma non lo farà perché troppo innamorato della viscontessa di Cambes. E così la principessa fugge, Canolles torna a Parigi e Claire raggiungerà la sua signora, ma per farlo si fermerà nel villaggio di Jaulnay dove ritroverà il barone che passerà di lì quando ritornerà al suo reggimento.
E così avviene: Claire, oramai la più fidata donna della principessa, incontra Canolles che dice di amarla al punto da disertare per passare al partito dei principi, e Claire deliziata confessa di ricambiare il suo amore. Ma ricompare Cauvignac, il quale grazie alla sua assoluta mancanza di scrupoli sta facendo una gran carriera nel partito realista, che ha ricevuto l'ordine di arrestare Canolles e tradurlo in un luogo imprecisato. Il barone è convinto che sia la punizione per il fiasco di Chantilly, e segue Cauvignac, mentre Claire ritorna dalla principessa. Canolles viene condotto nella piazzaforte di Saint Georges, presso Bordeaux, ove scopre con sommo stupore di essere non già prigioniero ma...Governatore! Come se non bastasse a Saint-Georges arriva anche Nanon, i cui maneggi non sono estranei alle nuove fortune del barone.
Intanto Claire ha saputo che al comando della piazza c’è il barone: temendo per la sua vita in caso di attacco, chiede alla principessa di lasciare a lei le operazioni, in quanto Saint-Georges faceva parte dei possedimenti della sua famiglia e lei ne conosce la struttura e, soprattutto, gli accessi segreti. Si reca quindi da Canolles e lo scongiura di passare subito ai principi. Il barone, uomo d’onore, non è corrompibile ma sarebbe più sensibile all'amore per Claire se questa non intravedesse casualmente Nanon e non decidesse di fuggire. Terrorizzata all'idea che possa morire in guerra lo avverte però dell'imminente attacco dell'esercito dei principi. L'attacco ha effettivamente luogo ma il barone, molto miglior soldato di quanto la vita spensierata farebbe pensare e forte dell'avviso di Claire. lo respinge conquistando la fama di militare brillante e coraggioso. Ma Claire deve onorare l'impegno con la principessa: manda a Canolles un biglietto in cui lo avvisa che la sera dopo la piazzaforte sarà senz’altro espugnata, e gli dà le istruzioni su un passaggio segreto sottostante la fortezza con la raccomandazione di mettere in salvo Nanon e di fuggire con lei se ha cara la vita. Canolles capisce di non avere scampo, costringe la riluttante Nanon alla fuga ma resta al suo posto dopo aver fatto minare il passaggio segreto. L'attacco arriva ed è fulmineo, in quanto Claire ha dato istruzioni su di un altro passaggio che permette di introdurre a tradimento una forza poderosa. Il barone, vista l'impossibilità di resistere, scende nel sotterraneo per far brillare la mina e perire con quanti più nemici possibile, ma vi trova Claire che ne ha intuito le intenzioni, e lo supplica di arrendersi a lei e per lei. Canolles cede per salvarla.
Inizia per Canolles la cattività, che inizialmente è comoda e riguardosa in casa privata, ma gli eventi precipitano. La fortezza di Vayres, dopo un'eroica resistenza, cede ai realisti grazie ad un ennesimo voltafaccia di Cauvignac: la regina Anna, con gesto brutale, fa impiccare Richon, l'eroico difensore di Vayres, per dare un esempio, e nel contempo nomina Cauvignac Governatore di Braunes. Nel frattempo Claire organizza un matrimonio segreto con Canolles, ma alla vigilia delle nozze arriva a Bordeaux la notizia dell'uccisione di Richon. Grande è l'ira dei Bordolesi e della principessa, che decide di far impiccare per rappresaglia un governatore realista: la scelta è tra Canolles e lo stesso Cauvignac, che è stato catturato mentre andava a prendere possesso della sua nuova sede e tradotto nella stessa fortezza in cui è stato trasferito Canolles. Nonostante le suppliche di Claire la principessa condanna il barone.
Non tutto sembra però perduto: Nanon, edotta del pericolo dal duca d’Epernon, implora il duca di salvare Canolles, che ‘Epernon continua a ritenere suo fratello. Il duca, che tiene alla sua splendida amante, organizza la corruzione del carceriere e la fuga del barone. Nel contempo Claire, con l'aiuto di Lenet, continua a chiedere la grazia alla Principessa. Ma il destino è avverso: la fuga viene organizzata ma, a causa dell'equivoco in cui è caduto ‘Epernon tra Canolles e Cauvignac è quest’ultimo che viene, non per sua colpa, salvato, e torna presso la sorella. Questa, disperata, lo rinvia a Bordeaux con un suo biglietto nel quale si offre per il capestro al posto di Canolles, dando in cambio alla Condè il suo patrimonio. Claire ottiene così la sospirata grazia dalla principessa, ma arriva troppo tardi per impedire il supplizio. Lo sventurato barone evita però l'onta del capestro: Cauvignac, che ha riscoperto in sé dei valori sopiti, è presente, e dopo averne ottenuto il permesso con uno sguardo, spara a Canolles garantendogli una fine rapida e dignitosa.
Claire lascia il servizio della principessa e si ritira come badessa nel convento di Sainte- Redegonde de Pessac, dove - in una cappellina adiacente alla chiesa - erige la tomba del bel Canolles. A quello stesso convento busserà Nanon per esservi ammessa come novizia e concludere la sua esistenza con l'ex rivale ora consorella, nel ricordo dell'uomo tanto amato da entrambe.

## Personaggi
Barone Louis de Canolles: giovane, guascone, bello e bon vivant, pertanto amatissimo dalle donne delle quali è sempre pronto ad innamorarsi. Politico non certo sopraffino è però brillante e coraggioso soldato.
Claire de Cambes: la bellezza angelica, bionda diafana e delicata, ma sotto questi lineamenti così eterei c’è una donna energica, che si muove tra maneggi e intrighi politici come un esperto diplomatico, ma nel contempo resta capace di passioni travolgenti.
Nanon de Lartigues: la bellezza sensuale, bruna e passionale, tende ad agire d'istinto ma al bisogno sa essere astuta ed efficiente. Ma quando tutto sarà perduto si abbandona alla componente romantica della sua anima.
Cauvignac: fratello di sangue di Nanon. Nella prima parte della storia è un avventuriero senza scrupoli e senza principi, ma nel corso della vicenda acquisisce spessore umano ed empatia.
Luigi XIV: compare solo in una pagina: è ancora bambino ma presenta già le caratteristiche dell'autocrate chiuso in sé stesso che è destinato a diventare.
Principessa Condé: moglie del Gran Condé. Appare gelida, autocratica, solo interessata all'esercizio del potere.

## Critica
'E tra i romanzi meno noti di Dumas padre, del tutto sconosciuto a quella cultura di massa che ha reso immortali i tre Moschettieri o il Conte di Montecristo. Di questi personaggi non c'è nell "Guerra delle donne" nulla di paragonabile, ma pur sempre si tratta di un libro non banale, che fornisce una rappresentazione viva e corposa del contesto storico in cui si svolge la vicenda, con un intreccio articolato (forse anche un po' troppo) e personaggi sfaccettati, specie le due protagoniste femminili. Ad una prima parte che tende verso la classica commedia degli equivoci fa seguito una seconda fortemente drammatica, ben inserita nel contesto della grande letteratura d'appendice, che è il terreno sul quale Dumas ha lasciato la sua grande impronta di scrittore popolare

## Edizioni in italiano
- Alexandre Dumas, La guerra delle donne, Borroni e Scotti, Milano 1853
- La guerra delle donne di Alessandro Dumas; versione dal francese riveduta e corretta da Antonio Cordani, F. Pagnoni, Milano-Napoli 1875
- Alexandre Dumas, La guerra delle donne, traduzione di Gaia Panfili, Donzelli, Roma 2007
- Alexandre Dumas, La guerra delle donne, traduzione di Gaia Panfili, Feltrinelli, Milano 2020